# Courtney Tulloch
Courtney James Matthew Winston Tulloch (* 6. Oktober 1995 in Lewisham) ist ein britischer Kunstturner.
Sein erster größerer Erfolg war der Gewinn der Junioreneuropameistertitel 2012 mit der Mannschaft und an seinem Spezialgerät den Ringen.